# 普雷里鎮區 (愛荷華州特拉華縣)
普雷里鎮區（英語：Prairie Township）是位於美國愛荷華州特拉華縣的一個行政鎮區。

## 地方資料
根據2010年美國人口普查的數據，普雷里鎮區的面積為91.07平方千米，當中陸地面積為91.07平方千米，而水域面積為0.00平方千米。當地共有人口373人，而人口密度為每平方千米4.1人。